# الله شكور باشازاده
علامة شيخ الإسلام الله شكور باشازاده (و. 1949 م) هو الزعيم الديني للمسلمين في أذربيجان وعموم القوقاز.
* رئيس إدارة مسلمي القوقاز
* أمين عام مركز باكو الدولي للتعاون بين الأديان والحضارات 
* الرئيس المشارك للمجلس المشترك بين الأديان في رابطة الدول المستقلة
* رئيس المجلس الاستشاري لزعماء الدين المسلمين لرابطة الدول المستقلة
* رئيس المجلس الديني الأعلى لشعوب القوقاز
* عضو مجلس إدارة مركز الملك عبد الله بن عبد العزيز الدولي للحوار بين الأديان والثقافات 
  * عضو مؤسسة آل البيت الملكية للفكر الإسلامي في المملكة الأردنية الهاشمية
* عضو هيئة رئاسة لجنة التقريب بين المذاهب الإسلامية
ان شيخ الإسلام الله شكر باشازاده هو مؤيد نشط للوحدة بين جميع المذاهب الإسلامية حيث تم على اساس مبادرته الشخصية تأسيس مجلس القضاة لدى إدارة مسلمي القوقاز والذي يعكس المزيج الشيعي - السني الموجود في أذربيجان ويؤدي نشاطه كمركز الافتاء.
ورغم انه زعيم الاكثرية المسلمة الساحقة في أذربيجان، يبذل شيخ الإسلام باشازادة جهودًا كبيرة لتعزيز الحوار بين الأديان والاعتدال وتاوسطية والتسامح والتعددية الثقافية في المجتمع الأذربيجاني وحول العالم باسره.
علامة الدكتور شيخ الإسلام الله شكر باشازاده معروف كأول باحث في الدراسات الإسلامية في أذربيجان المعاصر.
وفي عام 1997، تم بموجب توجيهاته تاسيس المجلس العلمي الديني لدى إدارة مسلمي القوقاز.
صرح بأنه من مقلدي اية الله العظمى الخامنئي.